# Гуйенгола
Гуйенгола, Guiengola — городище сапотеков на территории мексиканского штата Оахака, в 14 км к северу от города Санто-Доминго-Теуантепек, и в 243 км к юго-востоку от города Оахака по Федеральному шоссе 190. Видимые руины расположены между холмом и рекой, которые оба носят то же название — Гуйенгола. Название на местном сапотекском диалекте означает «большой камень».
Гуйенгола сооружена в постклассический период (1350—1521) и служила укреплением сапотеков для защиты от ацтеков, которым так и не удалось её захватить. Последним правителем этой области в доколумбову эпоху был Косихоэса (Cocijoeza), который успешно оборонял крепость от Ауисотля. Война закончилась тем, что Косихоэса взял в жёны одну из дочерей Ауисотля. От этого брака родился Косихопий (Cocijopii), последний сапотекский царь на полуострове, который позднее был крещён под именем Хуан Кортес, а позднее осуждён инквизицией за идолопоклонничество.
Хотя сапотеки после вторжения испанцев покинули город, последние так и не заняли его, и руины были заброшены.
К настоящему времени раскопано две крупных гробницы, которые обе, по-видимому, были местами семейных погребений. В обеих гробницах имеются фронтальные камеры, предназначенные для идолов, и задние камеры для собственно погребений.
Также обнаружены стены укреплений, остатки жилых домов, полей для игры в мяч, другие гробницы и крупный «дворец» с остатками искусственных прудов и террас. В центре городища располагались две площади, одна ниже другой, и 2 пирамиды, одна на востоке и одна на западе.